# Dukovany (zámek)
Zámek Dukovany se nachází v severní části obce Dukovany v okrese Třebíč. Jednopatrový raně klasicistní zámek s bočními hospodářskými křídly byl vystavěn roku 1790. Zámek je chráněn jako kulturní památka.

## Historie
Základem současného zámku je zámeček neznámé doby vzniku, který nechala roku 1790 přestavět do současné podoby tehdejší majitelka Dukovan, hraběnka Marie Brigita Malabaile-Canalová, manželka botanika a mecenáše Josefa Emanuela Canala. Přestavbu v jednoduchém pozdně barokním stylu s klasicistními prvky provedl brněnský stavební mistr Jan Amon. Zahrnovala doplnění portiku hlavní budovy, úpravu fasád a interiérů a výstavbu bočních hospodářských křídel.

### Hraběnka Gisela
Zámek získal v polovině 19. století hrabě Rudolf Filip Josef Stadion-Warthausen (1808–1882), po něm jej zdědila jeho dcera Gisela (1860–1920), provdaná za hraběte Gerolfa Edmunda Coudenhove (1852–1897). Roku 1900 se hraběnka znovu provdala  za barona Hermanna von Waldegg († 1906), s nímž se však po dvou letech rozvedla. 
Hraběnka Gisela nechala dukovanský mlýn zvaný Havránek přeměnit na vodní elektrárnu s Kaplanovou turbínou. Generátor "Gizela" o výkonu 70 kW pracoval od roku 1896 do roku 1995, dnes po rekonstrukci je zde generátor 132 kW. V roce 1901 nechala důkladně opravit i dukovanský kostel. Mezi lety 1911–1915 se vlekl soudní spor, na jehož konci byla za jedinou oprávněnou dědičku stadionského majetku určena Gisela Coudenhove. Po její smrti přešlo celé stadionské dědictví (Oberstadion, Thannhausen, Kout na Šumavě a Trhanov) na její dceru a manželku Zdeňka Schönborna, Marii Kristýnu (1886–1940).
Po smrti hraběnky zámek koupili Karel a Emílie Littmannovi. Karel Littman ale velkostatek zadlužil a v exekuci jej roku 1936 koupil pražský průmyslník Wilhelm Vodvarzka-Kubinský.

### Vilém a Klára Melzerovi
Wilhelm Vodvarzka-Kubinsky (1901–1968) se 12. prosince 1925 oženil v Praze s Clary von Raffay-Pfersche (1906–1972). Měli dvě děti, Alici Vodvarzka-Kubinzky (1926–1991) a Wolf-Dieter Melzer (* 1943).
Po německé okupaci českých zemí v roce 1939 se přihlásili k německé národnosti a přijali rodové jméno Melzer. Vlastnili cihelnu, elektrárnu, pilu a provozovali velkoobchod se dřevem. Byli posledními majiteli na konci druhé světové války před znárodněním.

### Ve vlastnictví státu
Po zestátnění sloužil zámek sociálním účelům, byla zde i veterinární ordinace a školicí středisko. Zámecká knihovna byla převezena do Oddělení zámeckých knihoven Knihovny Národního muzea. Po roce 1989 připadl zámek obci Dukovany, pro kterou znamenal značnou finanční zátěž. Obec se následně několikrát neúspěšně pokusila zámek prodat. V roce 2015 projevil zájem o koupi zámku třebíčský podnikatel Richard Horký, který se v lednu 2015 smluvně zavázal investovat do rekonstrukce zámku zhruba 30 milionů korun. Následně mu měl zámek připadnout v listopadu 2016. Na zámku vznikl hotel a restaurace, pro jeho vytápění nechal Horký vybudovat kotelnu na biomasu o výkonu 1,5 MW. Slavnostní otevření rekonstruovaných částí proběhlo v dubnu 2016.
V květnu 2017 byla zpřístupněna expozice zámeckého bydlení v prvním patře hlavní budovy.V rámci prohlídky s průvodcem jsou představeny některé zámecké pokoje, např. hraběnčina jídelna či pánský salon, součástí expozice je jídelní servis českých prezidentů.
V roce 2021 bylo oznámeno, že majitel zámku se rozhodl zámek prodat, předkupní právo na zámek má městys Dukovany. Zastupitelé městyse prohlásili, že nemají zájem o odkup zámku, obec by se musela zadlužit. Obec schválila, že je za budovu zámku ochotna zaplatit 55 milionů Kč, majitel zámku požaduje 64 milionů Kč. Provoz restaurace a bydlení v zámku skončil ke konci roku 2021. V roce 2023 se zámek stále nabízel k prodeji za blíže neupřesněnou cenu, proběhlo dlouhé jednání se zahraničním investorem, který by chtěl zámek pro vlastní účely. Někdejší hotel a restauraci by neobnovil.

## Popis

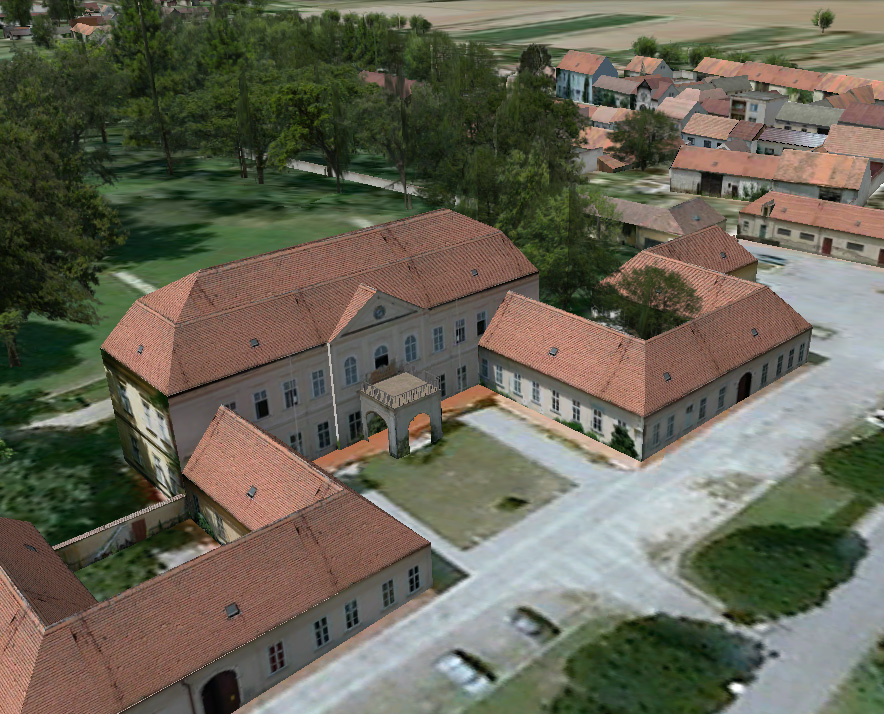
3D model zámku

Zámek je tvořen jednopatrovou dvoutraktovou budovou na obdélném půdorysu. V ose jejích delších stran vystupují rizality završené štítem. Před rizalit severního, vstupního průčelí vystupuje portikus s balkónem. K severnímu průčelí se připojují přízemní hospodářská křídla tvaru U, která dotvářejí prostor čestného dvora. Fasády zámku člení kordonová římsa a lizény, okna jsou rámována šambránami a doplněna římsami.
Místnosti interiéru jsou převážně plochostropé. Hlavní vstup je portikem v severním průčelí, vedoucím do haly se schodištěm do patra. V rozsahu rizalitů se nachází sala terrena, zdobená malbou al secco z počátku 90. let 18. století s motivy romantické architektury a exotické krajiny. Jejím autorem je pravděpodobně Václav Waitzman. V patře nad salou terrenou se nachází společenský sál, se stěnami a stropem pokrytými grisaillovou malbou antických božstev a hrdinů z roku 1791 od Josefa Winterhaldera a Václava Waitzmana.
U zámku se rozkládá přírodní krajinářský park, vzniklý přeměnou původní barokní zahrady v 90. letech 18. století.